# Sumatranski nosorog
Sumatranski nosorog (lat. Dicerorhinus sumatrensis) jedna je od najugroženijih vrsta nosoroga te jedna od tri vrste nosoroga koje žive u Aziji.

## Rasprostranjenost
Sumatranski nosorog u prošlosti je naseljavao veliki dio jugoistočne Azije i Indije, no danas preživljava tek u nekoliko rascjepkanih populacija u kontinentalnom dijelu Malezije (NP Taman Negara) te na otocima Sumatri i Borneu.

## Opis životinje
Sumatranski nosorog najmanja je vrsta nosoroga. Odrasla jedinka teži 500 – 800 kg, duga je 2,5 – 3,2 metra, a visoka je 120 – 145 cm.
Ima dva roga, od kojih je duži dug 15 – 25 cm, a kraći 10 cm.
Životni vijek ove vrste nosoroga je 30 – 45 godina.

## Stanište i način života
Sumatranski nosorog živi u nizinskim i planinskim tropskim kišnim šumama i močvarama. Samačka je i noćna životinja.
Hrani se biljkama – plodovima, lišćem, izdancima i stabljikama. Može pojesti i do 50 kilograma hrane dnevno. Kao i svim ostalim vrstama nosoroga, i sumatranskom nosorogu važan je dio prehrane sol, koju nalazi na prirodnim solištima.
Jedinke komuniciraju glasanjem, koje uključuje zviždanje, kratko pištanje i ispuštanje dubokih glasova. Drugi oblik komunikacije je označavanje teritorija izmetom i urinom. Ovaj način komunikacije se najviše koristi u vrijeme parenja.
Ženke sumatranskog nosoroga postaju plodne sa 7, a mužjaci s 10 godina. Trudnoća traje 15 – 16 mjeseci, a mladunče u trenutku poroda teži 40 – 60 kg. Mlado ostaje s majkom dvije do tri godine.

## Ugroženost
Sumatranski nosorog je klasificiran kao kritično ugrožena vrsta s manje od 275 jedinki u divljini, s tendencijom daljnjeg pada brojnosti.
U zatočeništvu živi još dvadesetak jedinki, većinom u zoološkim vrtovima u Indoneziji, Maleziji i SAD-u.
Razlozi ugroženosti sumatranskog nosoroga su prvenstveno gubitak staništa zbog sječe šuma te krivolov. I ova vrsta nosoroga na je meti krivolovaca zbog svog roga koji se koristi u kineskoj tradicijskoj medicini.

## Podvrste sumatranskog nosoroga
Zapadni sumatranski nosorog (lat. D. s. sumatrensis) živi na Sumatri i kontinentalnoj Maleziji. Brojno stanje podvrste je između 170 i 250 jedinka.
Istočni (borneoški) sumatranski nosorog (lat. D. s. harrissoni) najmanja je podvrsta sumatranskog nosoroga. Rasprostranjena je na Borneu i broji oko 50 jedinkâ. Nazvana je po zoologu i antropologu Tomu Harrisonu.
Sjeverni sumatranski nosorog (lat. D. s. lasiotis) nekoć je nastavao dijelove Indije i Bangladeša, no najvjerojatnije je izumro s malom mogućnošću preživljavanja u zabačenim dijelovima Burme. Ovo je najveća podvrsta sumatranskog nosoroga.